# Assedio di Noda
L′assedio del castello di Noda (野田城の戦い?) avvenne dal gennaio al febbraio 1573, tra le forze assaltatrici del clan Takeda guidate da Takeda Shingen ed il clan dei Tokuhawa, guidati da Tokugawa Ieyasu. Assieme alla battaglia di Mikatagahara fu una delle ultime battaglie di Takeda Shingen.

## Eventi antecedenti
Incoraggiato dalla vittoria sui Tokugawa nella battaglia di Mikatagahara nella vicina provincia di Totomi, Takeda Shingen decise di spingersi più avanti nella provincia di Mikawa nella speranza di aprirsi la strada fino alla capitale Kyoto. Guidando una forza congiunta di cavalleria e fanteria di 30 000 uomini, Shingen costeggiava la riva nord del lago Hamana prima di dirigersi verso l'interno del Mikawa. Il suo percorso fu fermato da circa 500 difensori del castello di Noda nei pressi del fiume Toyokawa, comandati da Suganuma Sadamichi. Shingen era fiducioso nella sua forza dei suoi numeri, e sapeva che le forze Tokugawa erano state spesso sovrastimate in varie occasioni. Inoltre, le sue forze avevano preso il Castello Noda con facilità due anni prima, nel corso di una forza di ricognizione.

## La battaglia
Suganuma aveva incrementato notevolmente le difese del castello nel corso dei due anni precedenti con trincee aggiuntive ed una palizzata di legno. Tuttavia, il corpo genieri di Shingen, gli kanabori-shu, composto da soldati con esperienza nell'estrazione dell'oro dai tunnel, scavò nel fossato del castello, drenandolo e privando i difensori dell'acqua potabile e della loro difesa primaria. Shingen fece un'offerta di risparmiare la vita delle truppe a condizione che Suganuma cedesse il castello il 16 febbraio.
Anche se la resa del castello era ormai imminente, Shingen abbassò la guardia e quando si avvicinò al castello fu colpito da un cecchino.

## Dopo la battaglia
Dopo la resa del castello di Noda, le forze Tokugawa erano in ritirata in tutto il Mikawa, e anche la roccaforte del castello di Okazaki di Tokugawa Ieyasu era minacciata. Tuttavia Takeda Shingen morì nel marzo del 1573 (di malattia o a causa della ferita sostenuta) e le sue forze non furono in grado di mantenere la loro efficacia sotto il comando del suo successore, il figlio Takeda Katsuyori.